# ۲اس۳۵ کوالیتسیا-اس‌وی
۲اس۳۵ کوالیتسیا-اس‌وی (به روسی: 2С35 «Коалиция-СВ», lit. '"Coalition-SV"') یک توپخانه خودکششی روسی است که برای اولین بار در سال ۲۰۱۵ در هنگام تمرین رژه روز پیروزی مسکو در ملاء عام (در ابتدا با پوشش برجک آن) دیده شد. انتظار می‌رود ۲اس۳۵ مکمل و در نهایت جایگزین ۲اس۱۹ مستا در نیروی زمینی روسیه شود.